# Pavetta lasiopeplus
Pavetta lasiopeplus är en måreväxtart som beskrevs av Karl Moritz Schumann. Pavetta lasiopeplus ingår i släktet Pavetta och familjen måreväxter. Inga underarter finns listade i Catalogue of Life.